# Atherigona soccata
Atherigona soccata är en tvåvingeart som beskrevs av Camillo Rondani 1871. Atherigona soccata ingår i släktet Atherigona och familjen husflugor. Inga underarter finns listade i Catalogue of Life.